# The Invitation Tour
The Invitation Tour — тур американського репера 50 Cent на підтримку четвертого й майбутнього п'ятого студійних альбомів, Before I Self Destruct і Black Magic (реліз якого згодом скасували). У турі також взяли участь Тоні Єйо, Ллойд Бенкс, 40 Glocc, Spider Loc, Trav, Governor, Jay Electronica, Jay Rock, Lil B, професійний боксер Флойд Мейвезер, бразильська зірка футболу Роналдінью, Ludacris та E-40.
Репер повідомив, що нові підписанти G-Unit Records вирушають у гастролі разом з ним, зокрема R&B-артист Governor. Свою участь підтвердив нью-орлеанський репер Jay Electronica. У Детройті, 29 травня 2010, на сцену вийшов Ludacris. Назва турне є посиланням на пісню «The Invitation» з Before I Self Destruct.

## Дати концертів
У США тур охопив 17 міст. Спочатку було анонсовано 19 дат, проте концерти в Клівленді (28 Травня), Далласі (11 червня), Атланті (17 червня), Ролі (19 червня), Нью-Йорці (22 червня) скасували. Натомість додали 3 дати (Вентура, Сент-Пітерсбург, Л'юїстон).
США
- 29 травня 2010 — Детройт, штат Мічиган (Chene Park)
- 30 травня 2010 — Чикаго, штат Іллінойс (UIC Pavilion)
- 1 червня 2010 — Денвер, штат Колорадо (Filmore)
- 3 червня 2010 — Сан-Франциско, штат Каліфорнія (Warfield)
- 4 червня 2010 — Лос-Анджелес, штат Каліфорнія (Nokia)
- 5 червня 2010 — Вентура, штат Каліфорнія (Majestic Theater)
- 6 червня 2010 — Лас-Вегас, штат Невада (Pearl)
- 7 червня 2010 — Фінікс, штат Аризона (Celebrity Theater)
- 10 червня 2010 — Канзас-Сіті, штат Міссурі (Midland Theater)
- 12 червня 2010 — Г'юстон, штат Техас (Arena Theater)
- 15 червня 2010 — Маямі, штат Флорида (Filmore)
- 16 червня 2010 — Сент-Пітерсбург, штат Флорида (Jannus Live)
- 18 червня 2010 — Міртл-Біч, штат Південна Кароліна (House of Blues)
- 20 червня 2010 — Л'юїстон, штат Мен (Lewiston Urban Civic Center)
- 23 червня 2010 — Воллінґфорд, штат Коннектикут (Oakdale Theater)
- 24 червня 2010 — Бостон, штат Массачусетс (House of Blues)
- 25 червня 2010 — Атлантик-Сіті, штат Нью-Джерсі (House of Blues)

Бразилія
- 9 липня 2010 — Сальвадор (Wet n’ Wild)
- 10 липня 2010 — Гоянія (Fasam University)
- 15 липня 2010 — Сан-Паулу (Via Funchal)
- 16 липня 2010 — Белу-Оризонті (Mineirinho)
- 17 липня 2010 — Ріо-де-Жанейро (Marina da Glória)
- 18 липня 2010 — Флоріанополіс (Passarela Nego Querido)